# Улица Уткина (Москва)
Улица У́ткина — улица на востоке Москвы в районе Соколиная Гора Восточного административного округа, от шоссе Энтузиастов. Ранее часть Окружного проезда, хотя общая с ним нумерация домов действует и в настоящее время.
Названа в 1967 году в честь Порфирия Уткина (1892—1919), командира отряда красногвардейцев депо Москва-Сортировочная Московско-Казанской железной дороги (расположенного рядом с улицей). В 1919 году Уткин погиб в бою. Присвоение улице имени Уткина, было приурочено к 50-летнему юбилею Октябрьской революции.
Является частью Окружного проезда от перекрёстка с 5-й улицей Соколиной Горы до шоссе Энтузиастов. Проходит непосредственно вдоль Малого кольца МЖД, есть вход на станцию Лефортово. В конце улицы имелась мемориальная табличка, посвященная Уткину.
В данный момент в непосредственной близости ведется строительство Четвёртого транспортного кольца и эстакад-съездов в прилегающий район Соколиная Гора и на шоссе Энтузиастов.
В ноябре 2012 года улица Уткина была закрыта для сквозного автомобильного движения, в связи со строительством Четвёртого транспортного кольца. Вблизи съездов с эстакад открыт подземный пешеходный переход, ведущий к станции метро Шоссе Энтузиастов. Пешеходное движение свободное. После отмены проекта улица вновь открыта для сквозного движения транспорта.
По улице проходит автобусный маршрут 36.